# Тор-Завар
Тор-Завар — вулкан трещинного типа в Пакистане. Единственное его небольшое извержение, природа которого ставится под сомнение, произошло в январе 2010 года.
Тор-Завар представляет собой группу трещин в земной коре между разломами Бибай и Гогай. Будучи в тектонически опасном регионе они, тем не менее, находятся на горе, которая раньше вулканом не считалась.

## Извержение 2010 года
Извержение произошло 29 января 2010 года. Ранее в Пакистане не было отмечено никакой вулканической активности (не считая давно потухшего вулкана Кох-и-Султан). Из появившихся трещин прорвались струи раскалённого газа, и вытек поток лавы восемь метров в длину. Лава имела трахибазальтовый и андезитовый состав. Извержению предшествовало землетрясение, центр которого находился в астеносфере.
Была высказана версия, что расплавленные породы не поднялись из мантии, а образовались на небольшой глубине в результате прохождения мощных электрических токов от близлежащей опоры линии электропередач.